# Нормальний розчин
Розчин нормальний (рос. раствор нормальный, англ. normal solution; нім. Normallösung f) – розчин, що містить в 1 л 1 г/екв розчиненої речовини. Якщо в 1 л розчину міститься 0,05 грам-еквівалента розчиненої речовини, то розчин 0,05 н або 1/20 н і т.д.